# Apozycja (biologia)
Apozycja, wzrost przez odkładanie – typ wzrostu ściany komórkowej polegający na nakładaniu się warstw zawierających celulozę na ścianę pierwotną.